# Нестеренко, Юрий Валентинович
Юрий Валентинович Нестеренко (род. 5 декабря 1946, Харьков) — советский и российский математик, доктор физико-математических наук (1987), член-корреспондент РАН. Специалист в области теории чисел (основные интересы связаны с вопросами алгебраической независимости и трансцендентности чисел).

## Биография
Родился в семье инженеров. Посещал математический кружок при Харьковском университете. Среднюю школу окончил с серебряной медалью.
Окончил механико-математический факультет Московского университета (1969).
Его учителем был А. Б. Шидловский, под чьим руководством в 1973 году он защитил кандидатскую диссертацию «Некоторые свойства решений линейных дифференциальных уравнений и их применение в теории трансцендентных чисел». Докторская диссертация защищена в 1987 году.
В 1997 году вместе с Жилем Пезье был награждён премией Островского за доказательство 1996 года, что числа π и eπ алгебраически независимы (то, что они оба трансцендентны, было доказано ранее). По факту, он доказал более сильный результат (Q — множество рациональных чисел):
- Числа π, eπ (используемые в модулярных функциях) и Γ(1/4) алгебраически независимы над Q.
- Числа π, {\displaystyle e^{\pi {\sqrt {3}}}} и Γ(1/3) алгебраически независимы над Q.
- Для всех натуральных n числа π и {\displaystyle e^{\pi {\sqrt {n}}}} алгебраически независимы над Q.

В 1997 году также награждён премией Харди-Рамануджана, в 2003 году — премией Гумбольдта, а в 2006 году за работы в области в теории чисел — премией имени А. А. Маркова.
Является заведующим кафедрой теории чисел механико-математического факультета МГУ и членом-корреспондентом РАН.
Является автором 75 научных публикаций, 10 книг научного, учебного и научно-популярного характера.

## Публикации
- Nesterenko, Y. Modular Functions and Transcendence Problems (неопр.) // Comptes rendus de l'Académie des sciences[англ.] Série 1. — 1996. — Т. 322, № 10. — С. 909—914.

## Книги
- Олехник С. Н., Нестеренко Ю. В., Потапов М. К. Старинные занимательные задачи. — М.: Наука, Главная редакция физико-математической литературы, 1985. — 160 с.
- Олехник С. Н., Нестеренко Ю. В., Потапов М. К. Старинные занимательные задачи. — 2-е изд., испр. — М.: Наука, Главная редакция физико-математической литературы, 1988. — 160 с. — 700 000 экз. — ISBN 5-02-013759-6.
- Modular functions and transcendence questions, Sbornik Mat. 187, 1996, Heft 9, S. 1319—1348 (russisch, in der englischen Ausgabe S. 65-96)
- совместно с N. I. Feldman: Number Theory IV: Transcendental numbers. (Encyclopaedia of Mathematical Sciences 44), Springer 1997, ISBN 978-3540614678
- совместно с Patrice Phillipon (Herausgeber): Introduction to algebraic independence theory. Lecture Notes in Mathematics 1752, Springer 2001, ISBN 978-3540414964
- Нестеренко Ю. В. Теория чисел. Учебник для студентов высших учебных заведений. — М.: Академия, 2008. — 272 с. — ISBN 978-5-7695-4646-4. Архивировано 1 ноября 2019 года.

## Семья
Жена — Татьяна Андреевна. Тесть — А. Б. Шидловский.

## Награды
- Премии имени М. В. Ломоносова (2016)
- Почётная грамота Президента Российской Федерации (5 февраля 2024 года) — за заслуги в развитии отечественной науки, многолетнюю плодотворную деятельность и в связи с 300-летием со дня основания Российской академии наук[6]